# Hoàng Đình Tá
Hoàng Đình Tá (1816-?) là người đã đỗ đệ nhị giáp tiến sĩ (tên gọi phổ biến là hoàng giáp) dưới triều Nguyễn. Hoàng Đình Tá là người thôn Linh Đường, xã Linh Đường, tổng Quang Liệt, huyện Thanh Trì, phủ Thường Tín, tỉnh Hà Nội (nay thuộc Hoàng Liệt, quận Hoàng Mai, thành phố Hà Nội). Năm Canh Tý 1840, ông đỗ Cử nhân dưới triều vua Minh Mạng. 2 năm sau, dưới thời Thiệu Trị, ông đỗ Hoàng giáp. Khi đó ông đã 26 tuổi. Ông làm Tri phủ Nghĩa Hưng.